# Phantom-Kommando
Phantom-Kommando (orig. Commando) ist ein US-amerikanischer Actionfilm aus dem Jahr 1985 von Regisseur Mark L. Lester mit Arnold Schwarzenegger in der Hauptrolle.

## Handlung
Colonel John Matrix, ehemaliger Offizier einer Spezialeinheit, hat sich zurückgezogen und verbringt mit seiner kleinen Tochter Jenny friedliche und glückliche Zeiten. Aber dieses Glück hält nicht lange an: Eines Tages sucht ihn sein ehemaliger Vorgesetzter, Generalmajor Franklin Kirby, auf und teilt ihm mit, dass jemand seine ehemaligen Kollegen töte. Kurz darauf greifen Männer Matrix’ Haus an und entführen seine Tochter. Matrix verfolgt sie, wird aber beim Kampf überwältigt. Dann zeigt sich unter ihnen Captain Bennett, ebenfalls ein alter Kollege von Matrix, den Matrix aufgrund von extremem Sadismus aus der Spezialeinheit entlassen hat. Kirby hatte Matrix mitgeteilt, Bennett sei ebenfalls getötet worden, aber wie sich nun herausstellt, war dieser Tod nur vorgetäuscht.
Als Matrix in der Gefangenschaft gefesselt zu sich kommt, sieht er sich Arius gegenüber, einem ehemaligen erbarmungslosen lateinamerikanischen Diktator, den er mit seiner Einheit einst gestürzt hat. Da Matrix das Vertrauen des neuen Präsidenten von Val Verde, Velasquez, genießt, soll Matrix diesen töten, damit Arius die Macht in Val Verde wieder an sich reißen kann. Als Matrix sich weigert, lässt Arius seine Tochter Jenny in den Raum bringen und droht Matrix, sie zu töten, falls dieser sich weigere, zu tun, was von ihm verlangt wird.
Matrix wird von zwei Schergen Arius’ zum Flughafen gebracht. Einer soll ihn nach Val Verde begleiten, der andere soll sicherstellen, dass Matrix in sein Flugzeug steigt und abfliegt. Als Matrix im Flugzeug sitzt, tötet er jedoch unauffällig seinen Bewacher, steigt über den Frachtraum und das Bugfahrwerk aus dem startenden Flugzeug und entkommt durch einen Sprung in einen Sumpf am Ende der Startbahn. Danach macht er sich an die Verfolgung des anderen Mannes, Sully. Dieser versucht gerade, mit einer Flugbegleiterin mit Namen Cindy am Flughafen zu flirten, die ihn jedoch zurückweist; dennoch verfolgt er sie. Matrix, der alles beobachtet hat, wittert seine Chance, folgt ihm und nötigt Cindy, Sully zu folgen. Obwohl er ihr seine Lage schildert, glaubt sie ihm zuerst nicht. Doch durch seine verzweifelte Verbissenheit bei dem Versuch, Sully zu erwischen, gelingt es Matrix, sie zu überzeugen, und sie unterstützt ihn fortan bei seiner Mission.
Schließlich findet Matrix die Spur zu Jenny: Diese wird auf einer Insel der Channel Islands festgehalten, die sich in Arius’ Besitz befindet. Mit Cindys Hilfe besorgt sich Matrix ein ganzes Waffenarsenal und ein Wasserflugzeug. Auf der Insel angekommen, kämpft er im Alleingang Arius’ Rebellen-Armee nieder und tötet anschließend ihn selbst. Als er mit Bennett zusammentrifft, kommt es zum finalen Zweikampf der beiden Rivalen, der mit Messern geführt wird. Matrix siegt, gibt dem gerade gelandeten Kirby, der Matrix wieder einen Platz in den Special Forces anbieten will, einen Korb und verlässt die Insel gemeinsam mit Cindy und Jenny.

## Synchronisation
Die deutsche Synchronisation entstand nach einem Dialogbuch und der Dialogregie von Ronald Nitschke im Auftrag der Berliner Synchron GmbH Wenzel Lüdecke.
| Darsteller            | Deutscher Sprecher       | Figur                  |
| --------------------- | ------------------------ | ---------------------- |
| Arnold Schwarzenegger | Thomas Danneberg         | John Matrix            |
| Dan Hedaya            | Jürgen Thormann          | Arius                  |
| Vernon Wells          | Hartmut Becker           | Bennett                |
| Rae Dawn Chong        | Katja Nottke             | Cindy                  |
| Bill Duke             | Kurt Goldstein           | Cooke                  |
| Michael DeLano        | Claus Jurichs            | Forrestal              |
| James Olson           | Friedrich Georg Beckhaus | General Franklin Kirby |
| Alyssa Milano         | Caroline Ruprecht        | Jenny Matrix           |
| Drew Snyder           | Hans Nitschke            | Lawson                 |
| Bill Paxton           | Christian Toberentz      | Officer                |
| Chelsea Field         | Sabine Jaeger            | Stewardess             |
| David Patrick Kelly   | Ronald Nitschke          | Sully                  |

## Rezeption
Phantom-Kommando erhielt ein verhaltenes Presseecho, was sich auch in den Auswertungen US-amerikanischer Aggregatoren widerspiegelt. So erfasst Rotten Tomatoes mehrheitlich wohlwollende Besprechungen und ordnet den Film dementsprechend als „Frisch“ ein. Laut Metacritic fallen die Bewertungen im Mittel „Durchwachsen oder Durchschnittlich“ aus.

„Trotz einer Portion Selbstironie und einiger überraschender Einfälle ein äußerst fragwürdiger Actionfilm, in dem zahllose Menschen unbekümmert abgeschlachtet werden.“

„Produzent Joel Silver (Stirb langsam) sorgte für aufwendige Action, Oscar-Preisträger Mark Goldblatt für den rasanten Schnitt. Die an sich dümmliche Story mit ihrem gewalttätigen Finale wird durch witzige Einfälle aufgewertet.“

Die Wiesbadener Filmbewertungsstelle bezeichnete den Film als krude und gewaltverherrlichend. Tatsächlich gehörte der Film neben Rambo III seiner Zeit zu den „Rekordhaltern“, was die Anzahl von Toten pro Film angeht. Es wurden knapp 100 Menschen getötet oder verstümmelt, davon 74 bei der finalen Schießerei in der letzten Viertelstunde des Films.
Der Film erhielt eine Nominierung für einen Saturn Award für die besten Spezialeffekte. Alyssa Milano erhielt für ihre erste Filmrolle eine Nominierung für den Young Artist Award.

## Veröffentlichungen
Phantom-Kommando erlebte am 4. Oktober 1985 seine US-amerikanische Premiere. In der Bundesrepublik Deutschland lief der Film am 23. Januar 1986 in den Kinos an und erschien im Dezember 1986 auf Video. Am 12. April 1991 wurde er erstmals im deutschen Fernsehen auf premiere ausgestrahlt und am 25. Januar 2001 auf DVD veröffentlicht.
Nach zahlreichen Spekulationen über eine Unrated-Fassung erschien am 18. September 2007 der rund anderthalb Minuten längere Director’s Cut in den USA. Die deutsche DVD dieser Fassung folgte am 26. November 2007. Diese Version des Films wurde um kurze, gewalttätige Momente in den Actionszenen sowie um einige Dialogpassagen erweitert.
Die Originalfassung von Phantom-Kommando wurde von der Bundesprüfstelle für jugendgefährdende Medien indiziert, im September 2010 aber auf Antrag vorzeitig vom Index gestrichen. Am 15. Oktober 2010 erhielt sie nach einer Neuprüfung von der FSK eine Freigabe ab 18 Jahren. Seit der Novelle des Jugendschutzgesetzes im Jahr 2003 schützt eine solche Freigabe den Film vor einer erneuten Indizierung.
Auf VHS war in Deutschland zuvor eine um 58 Sekunden gekürzte Fassung erhältlich. Die deutsche DVD ist ungeschnitten und war wegen Inhaltsgleichheit mit der indizierten Kinoversion ebenfalls indiziert, jedoch trug ihre Erstauflage fälschlicherweise eine FSK-18-Kennzeichnung. In einer Szene im Hotelzimmer der DVD-Fassung ist statt der Synchronstimme die echte Stimme von Schwarzenegger zu hören. Davon abgesehen sind die verschiedenen Auflagen der DVD identisch.

## Bezüge zu den Stirb-langsam-Filmen
Ursprünglich wollte der Regisseur John McTiernan die Fortsetzung zu Phantom-Kommando mit Arnold Schwarzenegger in der Hauptrolle drehen. Schwarzenegger lehnte jedoch die Rolle ab. So wurde aus dem Projekt der Film Stirb langsam, in dem Schwarzenegger ebenfalls die Hauptrolle bekommen sollte, jedoch erneut ablehnte. Sowohl in Stirb langsam 2 als auch in Phantom Kommando wird ein fiktionales Land namens Val Verde thematisiert, in welchem ein autoritärer Ex-Diktator die Macht zurückzuerobern versucht. Die Drehbücher wurden jeweils von Steven E. de Souza geschrieben.

## Neuverfilmung
Im Jahr 2010 erschien in Deutschland auf DVD ein russischer Film mit dem Titel Phantom Commando – Die Rückkehr, der sich als eine Neuverfilmung versteht und inhaltlich die Handlung des 1985 gedrehten Films wiederholt. Der 2008 produzierte Streifen heißt im Original Den' D.